# 드리오피테쿠스
드리오피테쿠스(Dryopithecus)는 신생대 제3기 마이오세~플리오세에 생존했던 멸종된 화석유인원으로 2500만년 전부터 6백만년 전 사이에 생존하였다. 1856년 프랑스에서 처음 발견되었으며 침팬지와 고릴라와 닮은 얼굴 골격으로 유명해졌다. 이후 각지에서 발견되었다. 뜻은 오크나무의 유인원이라는 뜻으로 처음 발견된 곳이 오크나무 숲이었다. 삼림고원(森林古猿), 삼림사람원숭이 등으로도 불린다. 아프리카 동부에서 발생하여 아프리카 전 지역 및 유럽, 중근동, 아시아 등지로 이주하였다.
후대에 나타난 유인원류의 공통선조이며, 긴팔원숭이과를 제외한 오랑우탄·고릴라·침팬지·보노보 및 멸종 유인원류와 인류의 공통조상이었다. 라마피테쿠스, 시바피테쿠스, 기간토피테쿠스 등의 선조이기도 했다. 1931년 영국의 인류학자 루이스 리키와 메리 리키가 발견한 프로콘술과 유사성이 지적되어 연구 결과 근연종으로 판정되었고, 드리오피테쿠스과라는 아과가 신설되기도 했다.
아프리카에서 처음 출현하여 각지로 퍼져나간 것으로 추정되며 프랑스, 독일, 탄자니아, 케냐, 인도 펀자브 산맥, 중국 등지에서 화석이 발견되고, 다양한 변종이 나타나 일부 멸종 유인원류로도 진화되었다.

## 기타
두 발로 서서 걸을 수도 있었지만 주로 네 발로 걸었다.

## 같이 보기
- 오스트랄로피테쿠스
- 고릴라
- 침팬지
- 오랑우탄
- 보노보
- 라마피테쿠스
- 시바피테쿠스
- 기간토피테쿠스
- 사헬란트로푸스
- 아르디피테쿠스